# Liptovské múry

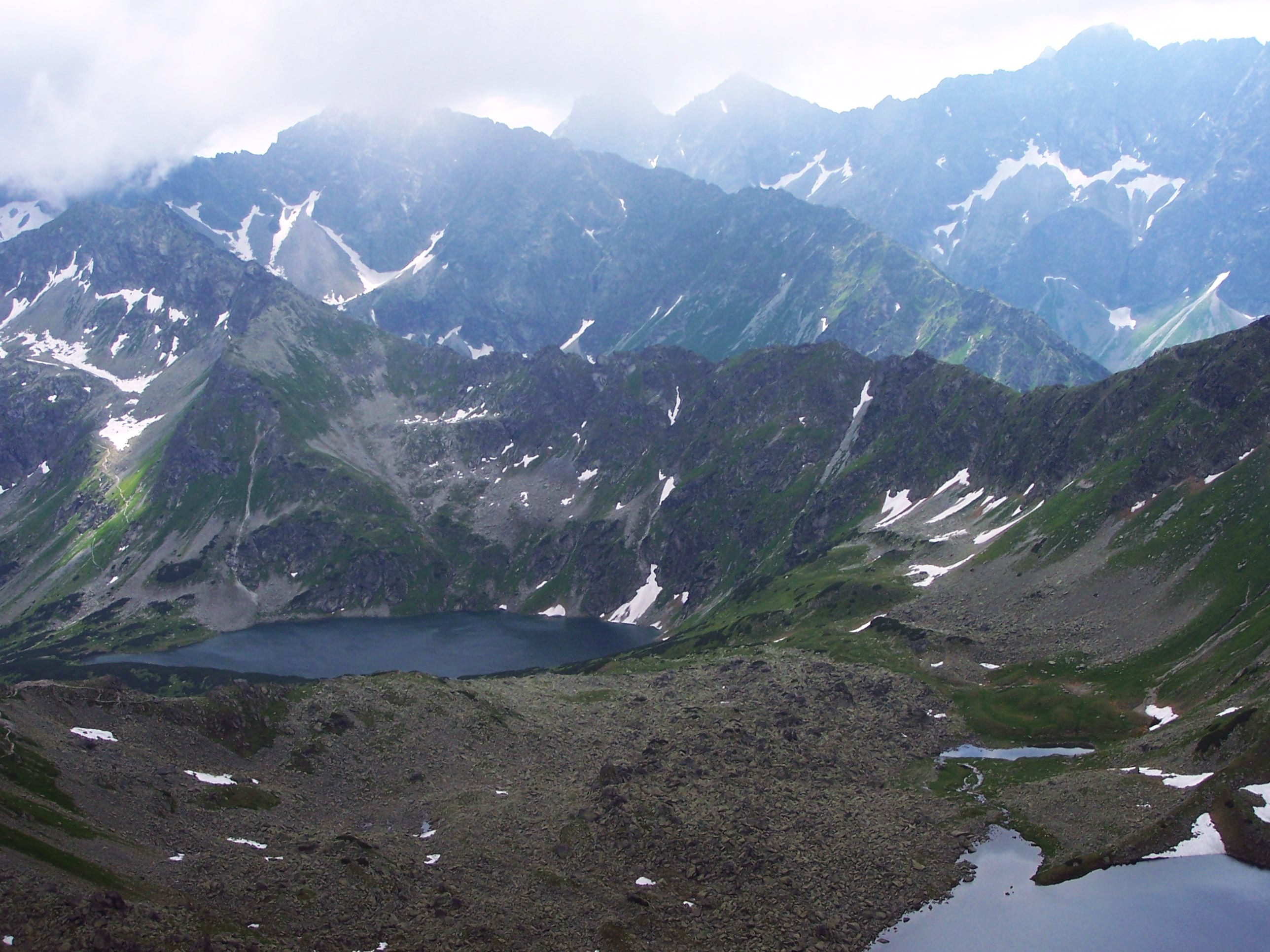
Část Liptovských múr

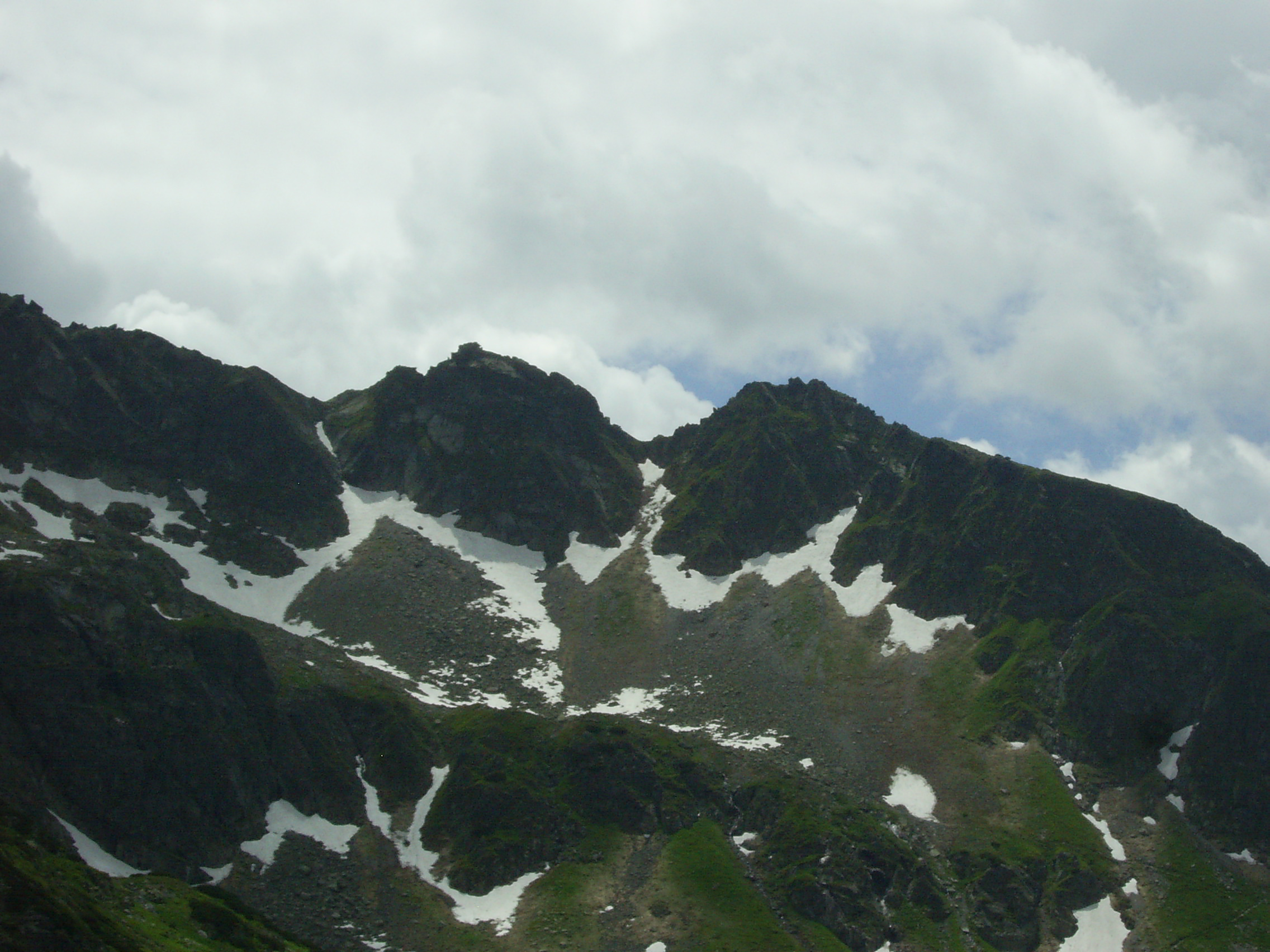
Vyšný a Nižný kostúr

Liptovské múry (polsky Liptowskie Mury, maďarsky Liptói-fal, německy Liptauer Maurer) je část hlavního hřebene Vysokých Tater od Chałubińského brány (podle některých zdrojů od Hrubého štítu) po Hladké sedlo (podle některých zdrojů po Čiernou lávku). Ve starší literatuře se takto označuje delší úsek od Čubriny po Svinici. Název Liptovské múry zavedl Stanisław Staszic a nejsou žádné důkazy, že by byl mezi horaly znám již dříve. Svahy hřebene spadají na polské straně do Doliny Pięciu Stawów Polskich a na slovenské straně do systému Kôprové doliny: Piargové doliny (horní patro Temnosmrečinské doliny) a Kobylie doliny.

## Průběh hřebene
- Hrubý štít (Szpiglasowy Wierch), 2172 m
- Vyšná liptovská lávka (Wyżnia Liptowska Ławka), 2055 m
- Vyšný kostúr (Wyżni Kostur), 2083 m
- Nižná liptovská lávka (Niżnia Liptowska Ławka), 2035 m
- Nižný kostúr (Niżni Kostur), 2055 m
- Čierna lávka (Czarna Ławka), 1968 m
- Kotolnica (Kotelnica)
- Hladký štít (Gładki Wierch), 2065 m
- Hladké sedlo (Gładka Przełęcz), 1994 m

## Přístup
Kromě Hrubého štítu a Hladkého sedla (kam vedou turistické značky) jsou Liptovské múry přístupné pouze v doprovodu horského vůdce.